# Magnético
Magnético es el octavo álbum de estudio de la banda de rock chileno Lucybell, grabado en los estudios Foncea, en Santiago de Chile, y masterizado también en la capital chilena. Este álbum fue lanzado con un sello independiente el 15 de julio de 2017 a través de YouTube.
Es el primer disco largo de Lucybell desde Fénix, de 2010.

## Lista de canciones
| N.º   | Título                  | Duración |  |
| 1.    | «Por amor»              | 4:10     |  |
| 2.    | «No me olvides»         | 3:22     |  |
| 3.    | «Indestructible»        | 3:22     |  |
| 4.    | «Un sueño»              | 4:00     |  |
| 5.    | «Maleficio»             | 4:50     |  |
| 6.    | «Magnética luz»         | 3:30     |  |
| 7.    | «Salté a tus ojos»      | 3:36     |  |
| 8.    | «Perfección»            | 3:34     |  |
| 9.    | «Demencial»             | 3:52     |  |
| 10.   | «No perdonaré»          | 3:07     |  |
| 11.   | «Cuando me acerco a ti» | 5:05     |  |
| 12.   | «Alma envenenada»       | 3:52     |  |
| 46:20 |                         |          |  |

## Créditos
- Claudio Valenzuela: voz, guitarra
- Eduardo Caces: bajo
- Cote Foncea: batería, guitarra acústica

- Datos: Q37569739